# Великий князь Семигорода

Прапор Семигородського князівства

Великий Князь Семигородщини або Великий Князь Трансильванії (нім. Fürst von Siebenbürgen, угор. Erdélyi fejedelem, лат. Princeps Transsylvaniae — титул глави держави Семигородського князівства від останнього десятиліття 16-го століття до середини 18-го століття.
Янош Заполья був перший хто прийняв цей титул 1570 року. Після нього його використовував король Польщі, Великий князь Литовський, Руський і Київський Стефан Баторій, Криштов Баторій, Сигизмунд Баторій, Анджей Баторій та інші.
Після входження Семигородського князівства до складу Австрійської імперії, титул Великий князь Трансильванії було додано до повного титулу Австрійських імператорів.

## Історія

Адміністративний поділ Трансильванії на початку 17 ст.

Інтеграція Трансильванії до Королівства Угорщини почалася близько 1003 року.
Ця провінція стала предметом інтенсивної колонізації, що призвело до прибуття і поселення колоністів різного походження, в тому числі угрів, саксів, секеїв, влахів, русинів-українців. Територія Семигородщини була розділена на адміністративні територіальні одиниці, які називалися «князівствами» або «графствами» (пізніше комітат).
Сім трансильванських великих міст (Doboka/Dăbâca, Fehér/Alba, Hunyad/Hundedoara, Kolozs/Cluj, Küküllő/Târnava, Szolnok/Solnoc, Torda/Turda) управлялись місцевими князями й знаттю. Яка в свою чергу була підпорядкована владі вищої посадової особи, воєводи, що призначався королями Угорщини.
Воєвода Трансильванії був одночасно керівником адміністративної, військової та судової гілки влади. Він також скликав й проводив спільні загальні збори шляхти семи округів.
В той же час громади трансильванських саксів були в основному організовані в окремі адміністративні одиниці й не залежали від влади воєвод. У 1469 році король Угорщини Матвій Корвін дозволив саксам обирати своїх керівників. Всі саксонські місця і райони в Трансильванії були підпорядковані меру міста Сібіу. Спочатку секеї також були незалежні від влади воєводи й мали власних чиновників, призначеним королем.
Сакси і секеї намагалися зберегти цей прямий зв'язок з монархами та брати участь в управлінні краєм спільно з воєводами. Наприклад, представники саксів і секеїв часто були присутні на загальних зборах шляхти на чолі з воєводами. Крім того, воєводи часто були призначені за згодою або рекомендацією секеїв. На відміну від представників шляхти саксів і секеїв, румунські князі були тільки два рази (1291 і 1355 рр.) присутні на загальних зборах Семигородщини.
Шляхта й князі з семи округів, мадяри, сакси й секеї утворили союз проти «всієї внутрішньої і зовнішньої загрози провінції» й в дні Селянського повстання 1437 року виступили на боці уряду. У лютому 1438 року була узаконена Унія трьох націй (мадяри, сакси, секеі) зі спільного управління Трансильванією. Ця формальна «унія трьох народів Трансильванії» була підтверджена в 1459 році, й спрямована в першу чергу проти Михая Сіладі (Mihály Szilágyi), регента Королівства Угорщини, який підтримував боротьбу короля Польщі Владислава III  за угорський трон.
Під час селянського повстання українців та словаків 1514 року на чолі з Георгієм Дожею мадяри, сакси та секеї Трансильванії підтримали воєводу Яноша Заполья, який скликав збори «Трьох Націй» та жорстоко подавив повстання.

## Розпад Угорського королівства
1526 року в битві при Могачі, в якій Османська імперія перемогла королівську армії Угорщини, був вбитий останній король Угорщини з династії Ягелонів Людовик II.
Почались суперечки за трон. Було проведено два сейми, які обрали двох різних королів. 16 жовтня Янош Заполья, за підтримки угорської шляхти, був обраний королем в Токаї і коронований 11 листопада 1526 року. Другим королем став обраний 16 грудня Фердинанд I Габсбурґ, майбутній імператор Священної Римської імперії.
Янош присягнув на вірність Османському султану Сулейману Пишному в обмін на підтримку. Сулейман пішов походом на Австрію в той час як Янош укріпився на угорському троні. Проте незабаром війська Сулеймана були вибиті з Австрії, і за договором 1533 року, Фердинанд став королем Угорщини, отримавши західну частину королівства, а Янош став королем, контролюючи східну частину держави, в тому числі й землі Трансильванії.
Ця частина увійшла в історію як Східно-Угорське королівство, яке було підпорядковано Османській імперії.
Все 17 століття Трансильванія була об'єктом боротьби між Османською і Габсбурзькою імперіями.

## Велике Князівство Трансильванії

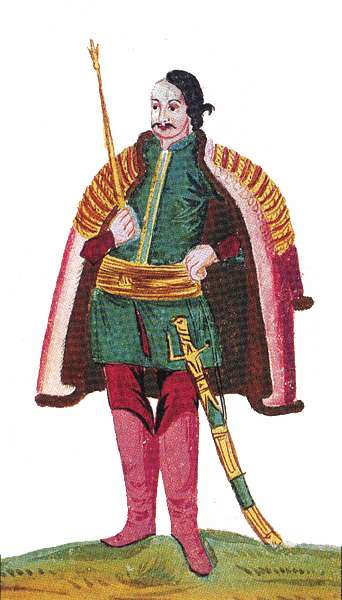
Великий князь Трансильванії Міхай ІІ

У 1538 році Янош визнав Фердинанда як свого наступника. Проте незадовго до смерті, в 1540 році в нього народився син Янош II Жигмонд. Угорська шляхта, за підтримки османів, обрала Яноша II своїм королем. Сулейман вигнав Фердинанда й поставив центральну Угорщину під пряме турецьке управління, віддавши Трансильванію і східну Угорщину Яношу II.
1551 року єпископ Мартинуззі організував відречення малолітнього Яноша II Сигізмунда від королівського титулу на користь Фердинанда, в обмін на визнання його як васального володаря «Східноугорських земель».
Таким чином вся територія Угорського королівства яка залишалася вільною від прямої османської окупації, возз'єдналася під владою Фердинанда у 1551 році. Але османські атаки тривали, і Фердинанд не міг захистити «Східну Угорщину». 1556 року угорський Сейм запросив «сина короля Яноша» (тобто Яноша II Сигізмунда) і його мати правити на території на схід від Тиси. Янош II продовжував іменуватись «обраний король» Угорщини до 1570 року.
У 1570 році Янош II знову відмовився від претензій на титул «Король Угорщини» на користь Максиміліана II, який претендував на цей титул з 1563 року. При цьому Янош II залишив за собою титул «Великий князь Трансильванії». У 1571 році в місті Шпаєрі була підписана Шпаєрська угода, згідно з якою Янош II відмовлявся від титулу «Король Угорщини», а для нього створювався титул Великий князь Трансильванії («принц Трансильванії і Володар частин Угорщини»).
Наступником Яноша Сигізмунда, став Стефан Баторій, який був обраний королем Польщі 1576 року. Після його смерті в 1586 році, князівський титул успадкував його племінник Сигізмунд Баторій.
Все XVII ст. Трансильванське князівство було об'єктом боротьби між Османською і Габсбурзькою імперіями та їх спільним володінням, зберігши завдяки цьому свій автономний статус та проводячи незалежну зовнішню політику.
З 1571 до 1613 року князі Трансильванії походили головним чином з роду Баторі, в XVII столітті — з роду Ракоці. Великий Князь Семигорода Габор Бетлен (1613-29) підтримував 1628 року можливе відокремлення України від Польщі і створення окремої держави. Богдан Хмельницький був у дипломатичних зв'язках з Великим князем Семигорода Юрієм I Ракоці (1630-48) та Юрієм II Ракоці (1648-60) і уклав з ним військовий союз проти Польщі (1656). У 18 ст. гетьман Пилип Орлик мав контакти з князем Ференцем II Ракоці (кн. 1704-11).
У 1687 році, після невдалої для турків облоги Відня і спроби султана посадити на трансильванський престол свого ставленика, князівство було зайнято військами Габсбургів. Султан остаточно відмовився від претензій на володіння Трансильванією по Карловицькому миру 1699 року.
Після невдалої спроби князя Ференца II Ракоці відокремитися від Габсбурґів відбулось скасування 1711 року трансильванськой автономії.
У 1699—1867 Трансильванія була провінцією Австрії, а титул Великий князь Трансильванії було додано до повного титулу Імператорів Австрії.